# Annoux
Annoux é uma comuna francesa na região administrativa de Borgonha-Franco-Condado, no departamento de Yonne. Estende-se por uma área de 8,7 km². Em 2010 a comuna tinha 87 habitantes (densidade: 10 hab./km²).